# Liste des conseillers administratifs de Plan-les-Ouates
Cette page présente la liste des conseillers administratifs de Plan-les-Ouates, commune du canton de Genève (Suisse).  
| Période       | Période     | Identité          | Étiquette | Étiquette          | Qualité |
| ------------- | ----------- | ----------------- | --------- | ------------------ | --- |
| 1er juin 1989 | 31 mai 2003 | Alain Sauty       |           | Action villageoise | |
| 1er juin 1995 | 31 mai 2003 | Philippe Gillet   |           | PDC                | Député au Grand Conseil de 2005 à 2012 Président du PDC genevois de mars 2010 à mars 2012                                                                               |
| 1er juin 1995 | 31 mai 2007 | Maurice Baratelli |           | PLS                | |
| 1er juin 2003 | 31 mai 2011 | Laurent Seydoux   |           | PVL                | Président des Vert'libéraux genevois de septembre 2010 à décembre 2015 Vice-président des Vert'libéraux (Suisse) d'avril 2012 à avril 2016                              |
| 1er juin 2003 | 31 mai 2015 | Geneviève Arnold  |           | PDC                | Députée au Grand Conseil de 2012 à 2017 |
| 1er juin 2007 | 31 mai 2020 | Thierry Durand    |           | Les Verts          | Maire en 2017-2018 |
| 1er juin 2011 | en cours    | Fabienne Monbaron |           | PLR                | Députée au Grand Conseil depuis mai 2018 Maire en 2016-2017, 2018-2019, 2021-2022 et depuis le 1er juin 2023                                                            |
| 1er juin 2015 | en cours    | Xavier Magnin     |           | PDC puis Le Centre | Président de l'Association des communes genevoises depuis septembre 2018 Député au Grand Conseil de novembre 2017 à mai 2018 Maire en 2015-2016, 2019-2020 et 2020-2021 |
| 1er juin 2020 | en cours    | Mario Rodriguez   |           | Les Verts          | Maire en 2022-2023 |